# وایوی اودلی
وایوی اودلی (به انگلیسی: Yvie Oddly) (زاده ۲۲ اوت ۱۹۹۳) زن‌پوش آمریکایی است.